# 普里希布 (聶伯彼得羅夫斯克州)
48°4′51″N 36°7′51″E / 48.08083°N 36.13083°E
普里希布（羅馬化：Pryshyb）是烏克蘭中部第聶伯羅彼得羅夫斯克州錫內利尼科韋區瓦西利基夫卡市鎮的村莊，處於沃夫恰河左岸，距離盧霍韋3公里，2001年人口88。